# Kurt Wolff (aviatore)
Kurt Robert Wilhelm Wolff (Greifswald, 6 febbraio 1895 – cielo di Moorslede, 15 settembre 1917) è stato un militare e aviatore tedesco, asso dell'aviazione della prima guerra mondiale con 33 vittorie accertate. Decorato con l'Ordine Pour le Mérite, con la Croce di Cavaliere dell'Ordine Reale di Hohenzollern, della Croce di Ferro di prima e seconda classe e della Croce di IV Classe dell'Ordine al Merito Militare di Baviera
accertate.

## Biografia
Nacque a Greifswald, in Pomerania, il 6 febbraio 1895, figlio di un architetto. Rimasto orfano in tenera età,  andò a vivere con dei parenti a Memel, nella Prussia Orientale. A 17 anni, nel 1912, si arruolò come cadetto nella Bayerische Armee, assegnato allo Eisenbahnregiment 4  a Schoesberg, dove prestò servizio come unteroffizier. Prese parte alla fasi iniziali della prima guerra mondiale, chiedendo poi, nel 1915, il trasferimento in servizio nelle Fliegertruppen .  Sebbene la sua unità fosse riluttante a lasciarlo andare, gli fu concesso il trasferimento, ottenendo il brevetto di ufficiale il 17 aprile 1915 ed entrando nelle Fliegertruppen nel luglio successivo. Il suo primo volo di addestramento avvenne presso la scuola di aviazione di Döberitz e quasi gli costò alla vita quando il suo istruttore valutò male un atterraggio  causando uno schianto. L'incidente uccise il suo istruttore, ma egli prestò servizio con una spalla lussata. Questo evento non gli impedì di ottenere il suo brevetto di pilota   alla fine dell'anno, e fu assegnato a una serie di unità di bombardieri biposto nel corso dell'anno successivo. Il 12 ottobre 1916 fu assegnato alla Jagdstaffel 11 di stanza sull'aeroporto di La Brayelle, nel nord della Francia, una unità da caccia che fino ad allora non aveva conseguito alcuna vittoria. La situazione cambiò quando il comando fu affidato al Barone Rosso, il rittmeister (capitano di cavalleria) Manfred von Richthofen. Sotto la guida di von Richthofen la Jagdstaffel 11 iniziò a ottenere vittorie ed egli divenne un eccellente pilota da caccia.
Come il suo comandante, divenne ben presto un avido collezionista di souvenir degli aerei che aveva abbattuto. La sua stanza presso l'aeroporto fu decorata con numeri di serie, parti di aerei e mitragliatrici recuperate dalle sue vittime. 
Come tutti gli aerei della Jagdstaffel 11, il suo Albatros D.III era dipinto con la livrea rossa di base dell'unità. A questo, aggiunse marcature individuali per l'identificazione in volo facendo dipingere di verde gli elevatori e il piano di coda del suo aereo. Ottenne la prima vittoria aerea il 6 marzo 1917, quando abbatté un biplano Royal Aircraft Factory B.E.2d del No. 16 Squadron RFC. Seguirono altre quattro vittorie durante il mese di marzo, un Royal Aircraft Factory F.E.8, un Sopwith 1½ Strutter il 17, un Nieuport 17 il 30 e un Royal Aircraft Factory F.E.2b il giorno dopo, divenendo un asso dell'aviazione tedesca.

### L'Aprile di Sangue

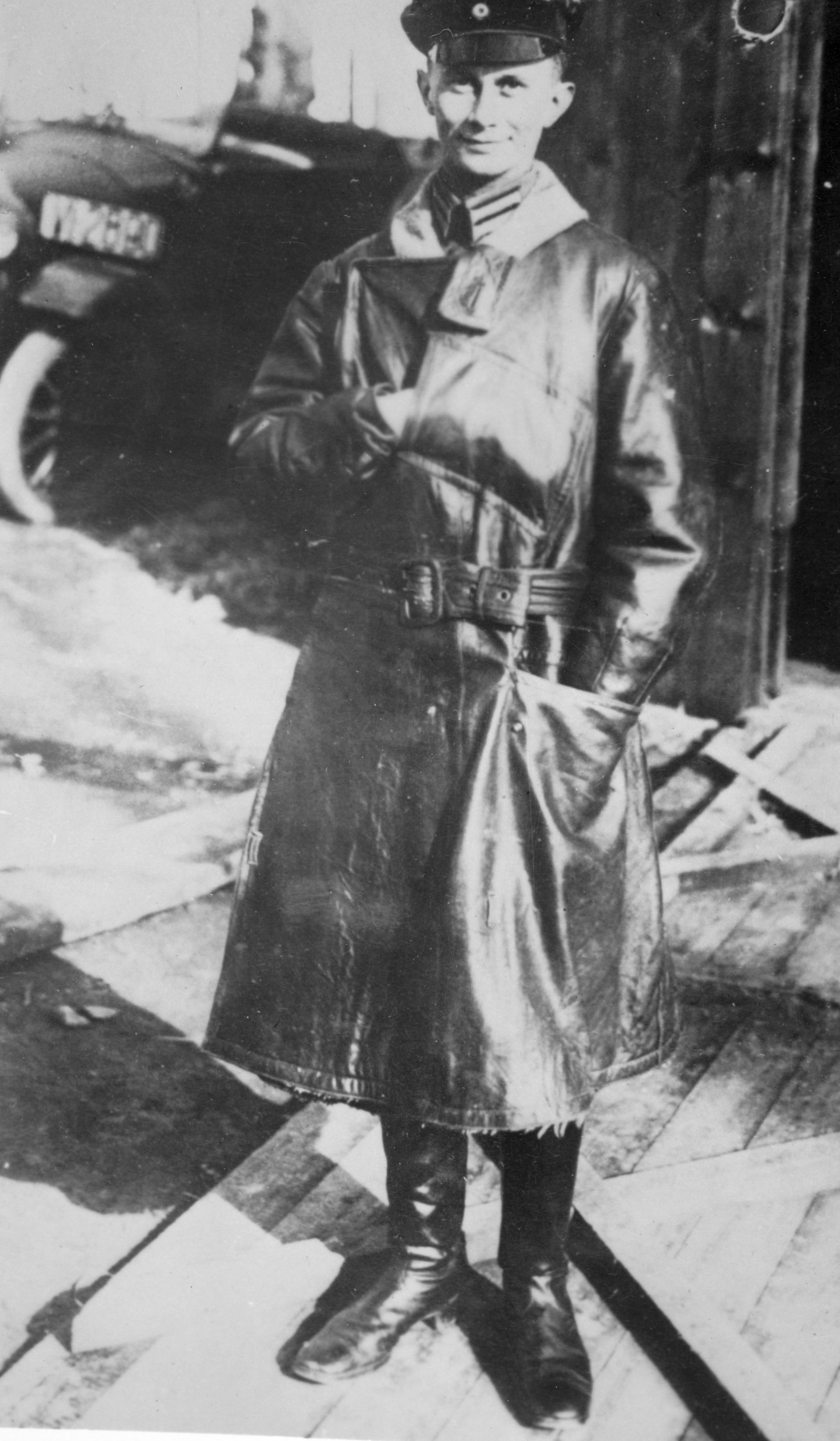
L'oberleutnant Kurt Wolff.

Alla fine di marzo del 1917, il Royal Flying Corps deteneva un vantaggio numerico sulla Luftstreitkräfte di circa due a uno. Gli aerei tedeschi erano circa 195; circa la metà di questi poteva essere utilizzata per attaccare altri aerei. Al contrario, gli inglesi schieravano circa 365 aerei; un terzo erano caccia monoposto. Tuttavia, nonostante la superiorità numerica, gli aerei britannici erano tecnologicamente inferiori ai caccia tedeschi. Durante il mese di aprile del 1917gli inglesi spinsero la loro offensiva aerea oltre le linee tedesche per mantenere la loro superiorità aerea, nonostante le continue pesanti perdite tra i loro equipaggi. Nel corso dell'offensiva aerea inglesi persero quasi 250 aerei, e oltre 400 aviatori tra uccisi o feriti.
Tra gli assi della Jagdstaffel 11, Sebastian Festner abbatté 10 aerei britannici; Lothar von Richthofen ne abbatté 15; Karl Emil Schäfer 16; Manfred von Richthofen 21; e Kurt Wolff ne abbatté 22.
Il 6 aprile abbatté un Royal Aircraft Factory R.E.8, il 7 un Nieuport 27, l'8 un Airco DH.4 e il 8 un Bristol F.2 Fighter (pilotato da David Tidmarsh). Venerdì 13 aprile conseguì 4 vittorie, abbattendo in quattro differenti missioni, tra le 8:56 e le 18:52, un Royal Aircraft Factory R.E.8, un Royal Aircraft Factory F.E.2b, un Nieuport 17 e un Martinsyde G.100. Il giorno dopo distrusse due aerei, un Nieuport 17 e uno SPAD S.VII. Dopo aver abbattuto un Nieuport 17 il giorno 16, distrusse un Royal Aircraft Factory B.E.2g e un Nieuport 23 il 21 aprile, un Royal Aircraft Factory F.E.2b e un Morane-Saulnier Type L il giorno 22, un Royal Aircraft Factory B.E.2g il 26, un Royal Aircraft Factory F.E.2b il 27 e un Royal Aircraft Factory B.E.2g il 28 aprile.
Ottenne tre vittorie il 29 aprile 1917, uno SPAD S.VII, un Royal Aircraft Factory F.E.2b (maggiore Hubert Dunsterville Harvey-Kelly, comandante del No.19 Squadron RFC) e un Royal Aircraft Factory B.E.2f . Alle 13:35 del giorno dopo abbatté un Royal Aircraft Factory B.E.2e a ovest di Fresnes.
Gia decorato con entrambe le classi della Croce di Ferro prussiana , il 26 aprile Wolff ricevette la Croce di Cavaliere con Spade dell'Ordine di Hohenzollern. Il suo rapido ritmo di vittorie lo aveva reso idoneo alla concessione dell'Ordine Pour le Mérite, ma non poteva riceverlo prima di essere insignito di quello di Hohenzollern.

### Al comando della  Jagdstaffel 29

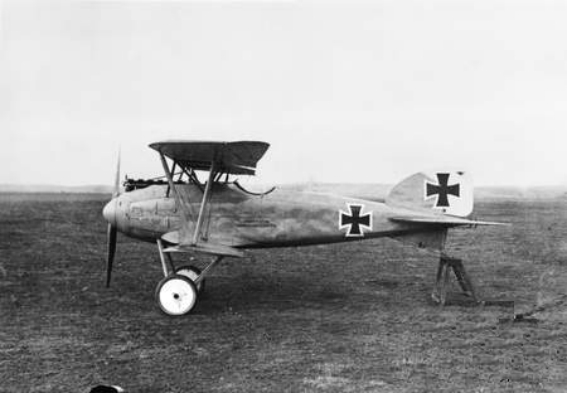
Un caccia Albatros D.III tedesco, circa il 1917.

Il 1 maggio abbatté un Sopwith Triplane a sud di Seclin e un Royal Aircraft Factory F.E.2b a sud del Bois Bernard.
Il 4 maggio 1917 ricevette l'Ordine Pour de Mérite, la più prestigiosa onorificenza dell'Impero tedesco. Due giorni dopo, con un totale di 29 vittorie all'attivo, assunse il comando della Jagdstaffel 29. Wolff abbatté uno SPAD francese il 13 maggio e uno Nieuport 23 il 27 giugno prima di tornare alla Jagdstaffel 11 come comandante nel luglio 1917. Fu scelto per sostituire il leutnant Karl Allmenröder, caduto in combattimento.
Durante la sua assegnazione allo Jagdstaffel 29 come comandante, la Jagdstaffel 11 fu uno dei quattro squadroni incorporati nel primo stormo da caccia tedesco, lo Jagdgeschwader I, il 24 giugno 1917. Manfred von Richthofen fu promosso dal comando di squadrone a guidare il nuovo stormo. Ereditando il comando della Jagdstaffel 11 di Richthofen e guidando questo squadrone come parte del nuovo stormo, abbatté un Royal Aircraft Factory R.E.8 del No.4 Squadron RFC il 6 luglio  e un Sopwith Triplane del No. 1 Naval Squadron il 7 luglio. 
Tuttavia, l'11 luglio fu colpito alla mano sinistra e alla spalla sinistra da colpi d'arma da fuoco da un Sopwith Triplane pilotato dal futuro asso sottotenente di squadriglia Herbert Rowley  del No. 1 Naval Squadron. Effettuò un atterraggio di fortuna sulla linea ferroviaria di Courtrai. L'impatto strappò il carrello di atterraggio e capovolse l'aereo. Il relitto si fermò con la sua testa a pochi centimetri dallo schiantarsi contro una recinzione metallica. I soccorritori lo trasportarono in ospedale da campo No.76 a Courtrai, ed egli uscì dalla convalescenza l'11 settembre ritornando subito in servizio. Il giorno dopo il suo ritorno, fu promosso a oberleutnant.

### L'ultimo combattimento
I primi due prototipi del Fokker Dr.I erano stati assegnati al Jagdgeschwader 1, uno a Manfred von Richtofen e uno a Werner Voss. Al suo ritorno l'11 settembre, era ansioso di volare su uno dei prototipi in assenza di Richthofen. Quattro giorni dopo, il 15 settembre, trovò la sua opportunità. Nonostante il cielo fortemente coperto, decollò sul prototipo assegnato a Richthofen, guidando una pattuglia di cinque caccia Albatros.
Nel frattempo, tre nuovi Sopwith Camel del No.10 Squadron del Royal Naval Air Service, uscirono dalle loro linee per una pattuglia offensiva. Da qualche parte nelle vicinanze di Moorslede, in Belgio, alle 16.30 il tre aerei britannici furono attaccati in picchiata dagli aerei tedeschi. Nella confusione del combattimento aereo, i piloti britannici pensarono erroneamente che fossero coinvolti quattro triplani. Mentre egli individuava un Camel da abbattere, fu improvvisamente colpito da dietro dal sottotenente di squadriglia Norman MacGregor che sparò una rapida raffica da 25 iarde di distanza, e poi dovette accelerare per evitare la collisione con il Fokker. Guardando dietro di sé e verso il basso, notò solo che solo l'aereo di Wolff era in picchiata verticale. La rivendicazione di combattimento di McGregor era per una vittoria "fuori controllo".
Sembra probabile che Wolff sia stato ucciso dai proiettili di MacGregor in aria e fosse già morto quando il suo Dr.I si schiantò ed esplose in fiamme a nord di Wervik vicino a Moorslede alle 17:30 (ora tedesca). I suoi resti mortali furono riportati a Memel per la sepoltura, avvenuta con tutti gli onori militari, e l'esposizione delle sue onorificenze prussiane e della Croce di IV Classe dell'Ordine al Merito Militare di Baviera.

## Nei media
Nel film biografico del 2008 Il barone rosso, l'Oberleutnant Kurt Wolff è interpretato dall'attore Tino Mewes.